# ایمبولپیتیا
ایمبولپیتیا (به لاتین: Imbulpitiya) یک منطقهٔ مسکونی در سری‌لانکا است که در استان مرکزی (سری‌لانکا) واقع شده‌است.